# Братская могила жертв революции 1905 года (Казань)
Братская могила жертв революции 1905 года — захоронение погибших при расстреле демонстрации в Казани 17 (30) октября 1905 года во время первой русской революции. Находится на Братском кладбище в Центральном парке культуры и отдыха имени М. Горького.

## История
Первая русская революция, начавшаяся с расстрела рабочих в Санкт-Петербурге 9 (22) января 1905 года, в Казанской губернии разворачивалась в виде стачечного движения под руководством Казанского комитета РСДРП во главе с Я. М. Свердловым, И. А. Саммером, С. А. Лозовским, В. В. Адоратским, Х. М. Ямашевым. Бастовали железнодорожники, фабрично-заводские рабочие, печатники, приказчики, к которым примкнули некоторые чиновники, а также учащиеся школ и гимназий, студенты Императорского Казанского университета и ветеринарного института. Начиная с 16 (29) сентября в Казанском университете сходки студентов происходили ежедневно, ввиду чего 26 сентября (9 октября) совет профессоров принял решение закрыть университет до 6 октября, что лишь обострило революционное движение и уличную борьбу. С этих пор на митинги собиралось по несколько тысяч человек, атмосфера стала категоричнее, большевики открыто призывали к организации вооружённого восстания.
Очередной митинг 16 (29) октября закончился кровопролитными столкновениями — когда студенты и гимназисты двинулись к кремлю, на них у первого же перекрёстка от университета около Воскресенской церкви с нагайками напали казаки и конная полиция. В ходе этого боя над университетом впервые студентом П. Л. Дравертом был вывешен красный флаг, а на следующий день, 17 (30) октября, совет вторично закрыл университет. В тот же день император Николай II подписал манифест «Об усовершенствовании государственного порядка», провозгласивший гражданские свободы, в том числе свободу собраний, однако казанский губернатор П. Ф. Хомутов, получивший известие об этом по телеграфу, не воспринял документ всерьёз. Решив дать отпор властям, с утра к главному зданию университета стали собираться вооружённые отряды рабочих и студентов — примерно в четыре часа дня вызванная казанским губернатором рота Свияжского пехотного полка открыла огонь по демонстрантам у Александровского пассажа, убив и ранив свыше сорока человек. Поддавшись волне всеобщего возмущения произошедшим, губернатор отозвал войска с улиц, революционеры стали разоружать полицию, была организована народная милиция, арестованные освобождены, и к 20 октября (7 ноября) хозяином Казани стал революционный народ. В тот же день в сопровождении 20-тысячной процессии, растянувшейся с красными и траурными флагами по всей Грузинской улице, под революционные марши прошли торжественные похороны жертв расстрела на Арском поле.
Первоначально братская могила располагалась около входа в парк «Русская Швейцария» на Сибирском тракте и была отмечена памятником в виде прямоугольной стены с цветником перед ней. Там была захоронена основная масса погибших, тогда как в другой братской могиле на первой аллее Арского кладбища по соседству упокоились три человека под соответствующей надписью «Жертвою пали в борьбе роковой. В 1905 г. в эпоху царского самодержавия на Воскресенской улице проходила многотысячная толпа рабочих-революционеров, среди которых были убиты казаками, приспешниками самодержавия, печатник Шевелев, плотник Грязин, горничная Крончатова». Постановлением Совета Министров Татарской АССР № 591 от 30 октября 1959 года могила была взята под государственную охрану как памятник истории и культуры республиканского значения. После образования Центрального парка культуры и отдыха имени М. Горького на месте «Русской Швейцарии», в 1967 году к 50-летию Октябрьской революции захоронение было перенесено на Братское кладбища в глубине парка, где соединено с братской могилой жертв революции и гражданской войны. На месте ликвидированной могилы был сооружен монумент «Павшим в борьбе за Советскую власть» (скульпт. В. М. Маликов, арх. Г. М. Пичуев, А. А. Спориус) в виде высокого металлического обелиска с вечным огнём и распластанной фигурой умирающего революционера.

## Описание

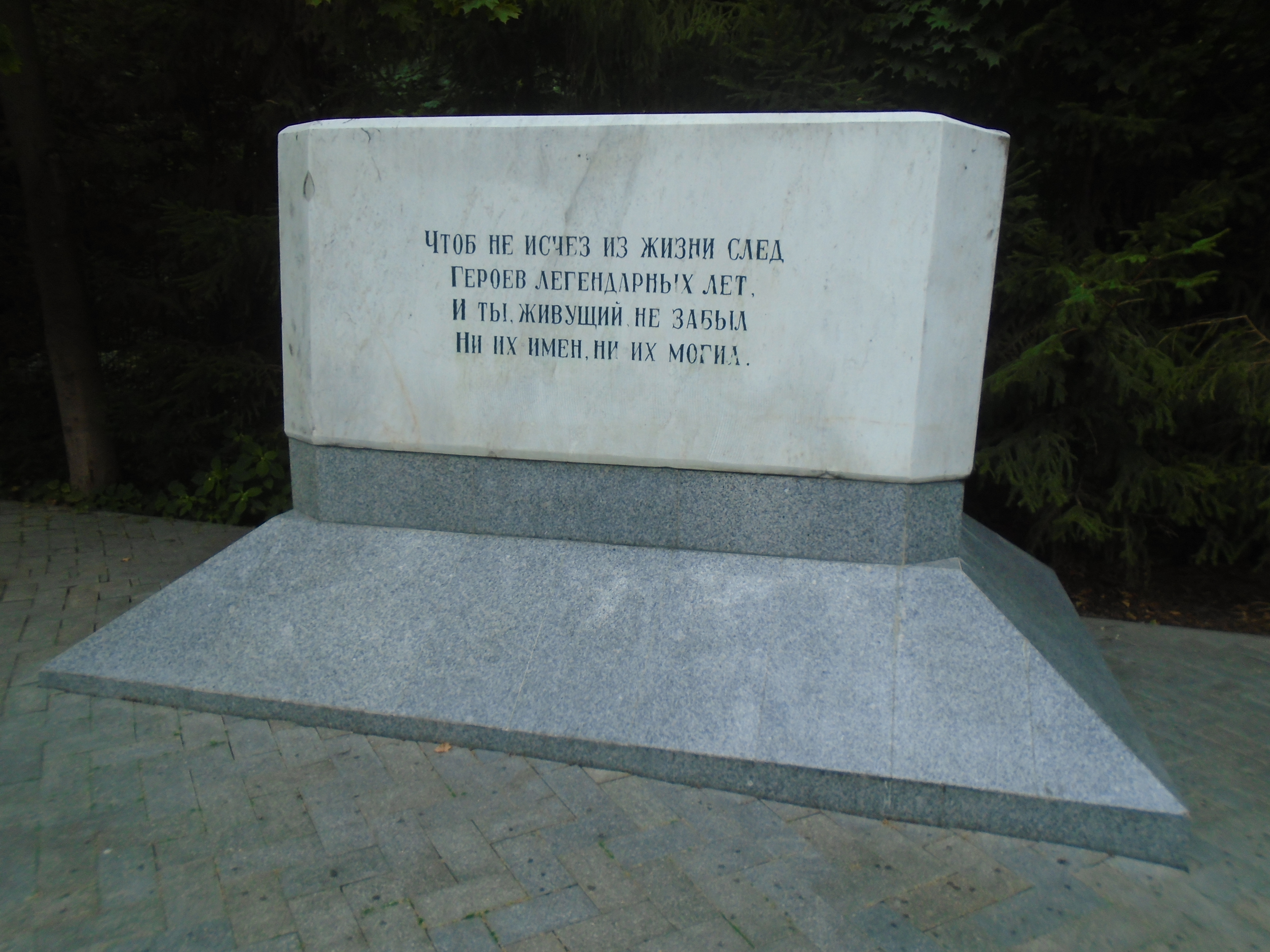
Памятник на могиле, 2022 год

Братская могила представляет собой длинную невысокую земляную насыпь, тянущуюся с левой стороны вдоль главной аллеи Братского кладбища. В разрыве насыпи имеется памятник в виде массивного мраморного параллелепипеда со скошенными в лицевой части гранями, установленного на бетонное основание в виде усеченной пирамиды. Спереди выбита надпись:
Чтоб не исчез из жизни след
Героев легендарных лет,
И ты, живущий, не забыл
Ни их имён, ни их могил